# Формула 3000
Формула 3000 e моторно състезание създадено от ФИА през 1985 г. с цел да се подготвят състезателите за Формула 1. Серията продължи до 2004 година, когато е заменена от ГП2.
През 1985 г. серията е под името Европейско първенство по Формула 3000. През 1986 – Междуконтинентален шампионат по Формула 3000, а след това - Международен шампионат по Формула 3000.